# Azima sarmentosa
Azima sarmentosa är en tvåhjärtbladig växtart som först beskrevs av Carl Ludwig von Blume, och fick sitt nu gällande namn av George Bentham och Hook. f. Azima sarmentosa ingår i släktet Azima och familjen Salvadoraceae. Inga underarter finns listade i Catalogue of Life.